# Lajas Blancas
Lajas Blancas es un corregimiento de la comarca indígena panameña de Emberá-Wounaan. Tiene una población de 3735 habitantes (2010).